# Bermudo II
Bermudo II Ordoñez, zwany Podagryk (pisany też Vermudo II; ur. prawdopodobnie ok. 953, zm. we wrześniu 999 roku w Villanueva del Bierzo) — król Leónu od 985 do 999 roku oraz król Galicji od 982 do 999 roku.

## Pochodzenie
Dokumenty podają tylko, że był synem króla Leónu Ordoño. Większość badaczy sądzi, że chodzi o Ordoño III, króla w latach 951-956 i najstarszego syna Ramiro II, który po śmierci został zastąpiony przez brata, Sancho I Otyłego. Na tę wersję wskazywałoby, że Bermudo II urodził się ok. 953 - a więc był zbyt młody, by ubiegać się o koronę po ojcu. Niektórzy badacze postulują, że był synem Ordoño IV Nikczemnego, króla w latach 958-960 i najstarszego syna Alfonsa IV Mnicha, który zbuntował się przeciw Sancho I.
Tradycyjnie przyjmowało się, że Bermudo II był synem z małżeństwa Ordoño III z Urraką Fernández, córką Ferdynanda Gonzaleza, pierwszego niezależnego hrabiego Kastylii. Jednak za tym, że był synem Ordoño III (ewentualnie Ordoño IV) z innego związku przemawia wpis donacyjny z 5 stycznia 999 roku, w którym jako avo (dziadka albo szerzej przodka) wymienia hrabiego Deza Gonzalo Betóteza. Sugeruje się, że chodzi o Aragontę lub Guntrodę, córkę Pelayo Gonzaleza, który był synem hrabiego Gonzalo. Jest jednak prawdopodobne, że Gonzalo Betótez był przodkiem Velasquity Ramírez, żony Bermudo II.

## Życiorys
Urodził się najprawdopodobniej za panowania Ordoño III. Wkrótce, w 956 roku, rządy przejął najprawdopodobniej wuj Bermudo (z całą pewnością kuzyn) Sancho I Otyły. O niepopularności jego panowania świadczy choćby dwuletnie wygnanie i rządy Ordoño IV Nikczemnego (958-960). W 966 roku rządy po śmierci ojca, Sancha I, przejął kilkuletni Ramiro III, którego regentkami były matka i ciotka (obydwie zostały mniszkami). Ramiro III chciał rządzić silną ręką, co zaskutkowało tendencjami separatystycznymi w Galicji i Asturii. Dodatkowo na jego niekorzyść przemawiały inwazja wikingów w 968 i walki z muzułmanami, którymi dowodził zdolny Al-Mansur Ibn Abi Aamir. Za rządów Ramiro III Królestwo Leónu przegrało bitwy pod Rueda, Torrevicente i San Esteban de Gormaz i od lat 70. X wieku naraziło się na częste najazdy. Powodowało to bunty możnych przeciw władcy.
W 981 roku grupa możnych pod wodzą Gonzalo Menendeza obwołała Bermudo III królem Leónu i od wiosny 981 roku zajmowała Galicję, a 15 października 982 roku został koronowany na króla Galicji w Santiago de Compostela i efektywnie rządził zachodnią częścią królestwa. Już z 22 grudnia 981 roku pochodzi pierwszy dokument, w którym tytułuje się królem (donacja dla klasztoru w Guimarães). Prowadził walki z Ramiro III, którego wspierała część możnych na czele z Rodrigo Velázquezem (którego syn Pelayo, biskup Santiago wraz z biskupem Mondoñedo zostali wygnani do klasztoru). W zwycięstwie pomogło Bermudo II wsparcie Kalifatu Kordowy, który wobec ustępstw szlachty Leónu zdecydował się oddać zagarnięte w 984 roku miasto Zamora. W 983 Ramiro i Bermudo stoczyli nierozstrzygniętą bitwę pod Portela de Arenas. Realną władzę w Leónie Bermudo II przejął już w 984 roku, natomiast niepodzielnym królem został po śmierci Ramiro III 25 czerwca 985 roku, która prawdopodobnie była zabójstwem na jego zlecenie.

## Panowanie

Państwa na Półwyspie Iberyjskim w momencie śmierci Bermudo II

Władza Bermudo II od początku była słaba ze względu na powiązanie z o wiele silniejszym Kalifatem Kordowy. Jego żołnierze stacjonowali w Królestwie Leónu (aż do linii rzeki Duero w Zamorze i Simancas) aż do 987 roku i teoretycznie mieli zapobiegać bardzo prawdopodobnym zamieszkom wewnętrznym. Gdy w 987 roku Bermudo II złamał traktat pokojowy, spotkało się to z ostrą reakcją Al-Mansura, wspieranego przez hrabiów Luna i Saldaña. Wkrótce najechał on Coimbrę, a wkrótce zajął miasto León. Bermudo II w odwecie znów zagarnął miasto Zamora (w międzyczasie zdobyte przez muzułmanów), które wkrótce Al-Mansur przyznał wiernemu sobie hrabiemu Lugo. Kolejne ważne bitwy odbyły się: o Gormaz i Coruña del Conde (wówczas Clunia) (994), pod Astorga (996) i pod Santiago de Compostela (997). Po tej ostatniej bitwie król wysłał swego syna-bękarta Pelayo do Kordowy, by wynegocjował nowy układ pokojowy.
Również w kwestiach polityki wewnętrznej napotkał na problemy. Na niezależność wybijało się hrabstwo Kastylii, które już za życia jego wnuka Bermudo III w 1037 miało podbić León. Od września 991 roku do listopada 992 roku król znajdował się na wygnaniu wobec rewolty, dokonanej przez niezadowolonych magnatów Gonzalo Vermúdeza i Munio Fernándeza oraz hrabiego Pelayo Rodrígueza. Po tym czasie powrócił i odnowił swoją władzę.
W 999 roku stan władcy pogorszył się ze względu na potężniejącą podagrę (od której wziął się jego przydomek) i musiał być transportowany na lektyce, gdyż nie mógł już jeździć konno. Zmarł we wrześniu 999 roku w Villanueva del Bierzo, a władzę przejął jego jedyny syn z prawego łoża, zaledwie pięcio- lub sześcioletni Alfons.
Sampiro (zm. 1042), biskup Astorga, w swoim Notario opisuje Bermudo II w samych superlatywach: "Był to władca rozsądny, potwierdził prawa nadane przez Wambę, nakazał studiować pisma kanoniczne, kochał miłosierdzie i sprawiedliwość oraz chciał wyplenić zło i wybrać dobro". Król obdarował Sampiro różnymi dobrami, m.in. monasterem w San Miguel de Almázcara w Bierzo oraz miastem Auctolupar, niedawno odebranym hrabiemu Gonzalo Bermúdezowi, który zdefraudował królewskie dobra, jakimi miał się opiekować na zamku w Lunie. Krytyczny wobec władcy był XII-wieczny biskup Oviedo, Pelayo (Pelagiusz; zm. 1153), który zresztą nadał mu przydomek Podagryk. Oskarża on Bermudo II o uwięzienie biskupa Oviedo Gudesteusa i twierdzi, że ataki Al-Mansura z lat 90. X w. spowodowały jego grzechy. Justo Pérez z Urbel opisał go jako "biednego władcę, za życia nękanego mieczem Al-Mansura, a po śmierci mściwym piórem biskupa [Pelagiusza]".

## Małżeństwa i potomstwo
Po raz pierwszy ożenił się z Velasquity Ramírez (zm. po 1028), która mogła być córką Ramiro Hermenegildeza, syna hrabiego Hermenegildo Gonzáleza i wnuka Gonzalo Betóteza. Jednakże Ramiro Hermenegildez był trzecim synem dosyć mało znaczącego szlachcica, co kwestionuje racjonalność takiego małżeństwa. Imię może też sugerować, że jej ojcem był rywal Bermudo II, Ramiro III. Velasquita została oddalona przez męża między 988 a 991 rokiem i wstąpiła do klasztoru w Oviedo. Doczekali się dzieci:
- Cristina Bermúdez (zm. przed 1051), która poślubiła Ordoño Ramíreza, syna Ramiro III, rywala swego ojca. Po owdowieniu wstąpiła do klasztoru, gdzie prawdopodobnie została pochowana.

Pomimo repudium dla swego pierwszego związku, prawdopodobnie już w listopadzie 991 roku poślubił Elvirę Garcíę (zm. 1055), córkę García Fernándeza, hrabiego Kastylii od 970 i Avy z Ribagorzy. Była ona regentką Leónu po przedwczesnej śmierci męża. Z tego związku narodziły się dzieci:
- Alfons V (ok. 994-1028), następca ojca na tronie
- Sancha Bermúdez, która w 1038 roku miała proces z możnymi z Lugo. Hrabia Oveco Bermúdez w 1042 odzyskał dla niej miasto Cauleo, które zdobył Bermudo II i należało do jego dzieci: Sanchy i synów, a które zajął pan Lugo.
- Teresa Bermúdez (zm. 25 kwietnia 1039), która miała ożenić się z władcą, który następnie zmarł po skonsumowaniu małżeństwa. Sugeruje się, że mógł to być Al-Mansur Ibn Abi Aamir (ok. 938 - zm. 1002) lub Abdullah z Toledo. Po śmierci męża została mniszką w klasztorze San Pelayo w Oviedo i przekazywała donacje razem z rodzeństwem; pochowano ją w klasztorze.
- (prawdopodobnie) Elvira Bermúdez, która jest wymieniona w dokumencie z 1017 roku, donacji dla klasztoru w Santiago de Compostela, gdzie wymieniona jest czwórka dzieci króla: "Adefonsus princeps, Sancia proles Ueremudi, Tarasia proles Ueremudi, Geloira proles Ueremudi…"

Miał także dzieci ze związków pozamałżeńskich, z których część utrzymywał z bogatymi szlachciankami. Jedną z nich mogła być Elvira Pinióliz, żona Vela Bermudo i razem z nim matka hrabiego Oveco Bermudeza. Dzieci Bermudo II ze związków pozamałżeńskich:
- Pelayo Bermúdez, zapisany w dokumentach monasteru w Sahagún z 21 marca 1006 jako Pelagius, filius Ueremudi regis. (ur. 970/80 - zm. 7 sierpnia po 1006), ożeniony z Fronildą Peláez, córką hrabiego Pelayo Rodríguez i jego żony Gotiny Fernández. Prawdopodobnie zgłaszał pretensje do tronu po śmierci ojca.
- Ordoño Bermúdez (ur. 16 października ? - zm. po 18 września 1042), syn króla z "jedną z dwóch sióstr szlachcianek".
- Elvira Bermúdez, właścicielka pewnych nieruchomości w Galicji w dolnie Vidriales, pochodzących od ojca lub matki, która była "jedną z dwóch sióstr szlachcianek".
- Bermudo Bermúdez, w dokumentach monasteru San Julián de Samos wymieniony wraz z rodzeństwem Ordoño i Piniolo.
- Piniolo Bermúdez.
- Pelayo Bermúdez, zapisany w dokumentach monasteru w Sahagún z 21 marca 1006 jako Pelagius, filius Ueremudi regis.

## Pochówek
Król po śmierci został pochowany w monasterze Santa María w Carracedelo, założonym 27 grudnia 990 roku. W 1037 król Ferdynand I Wielki przeniósł jego szczątki do bazyliki św. Izydora w León do specjalnego panteonu królów. Inskrypcja na nagrobku głosi:
H. R. REX VEREMVUDI ORDONII. ISTE IN FINE VITAE SUAE DIGNAM DEO POENITENTIAM OBTVLIT. ET IN PACE QUIEVIT. ERA MXXXVII